# Evropaiko Komma
Evropaiko Komma (Ευρωπαϊκό Κόμμα, abgekürzt Ευρωκό, Evroko, übersetzt: Europäische Partei) war eine politische Partei in der Republik Zypern. Sie entstand 2005 aus den Parteien Neue Horizonte und Europäische Demokratie. Parteivorsitzender war Demetris Syllouris. 2016 ging sie in der neuen Partei Kinima Allilengyi („Bewegung Solidarität“) auf.
Evroko galt wie ihre Vorgängerparteien als eine der am stärksten nationalistischen, anti-türkischen und fremdenfeindlichen Parteien des griechisch-zypriotischen Landesteils. Sie nahm eine harte Linie im Zypernkonflikt ein und lehnte den inzwischen gescheiterten Annan-Plan ab. Stattdessen befürwortete sie eine „europäische Lösung“, bei der Demokratie und Grundrechte auf Zypern durch die Europäische Union garantiert würden. In ihren Wahlkampagnen bediente sich Evroko fremdenfeindlicher Ressentiments, indem sie die Befürchtung schürte, Zyperngriechen konnten zur Minderheit im eigenen Land werden und kriminelle, illegale Ausländer würden ihnen die Arbeitsplätze wegnehmen.
Die Partei war Mitglied der Europäischen Demokratischen Partei.

## Vorgängerparteien

### Gia tin Evropi / Evropaiki Dimokratia
Die Vereinigung Gia tin Evropi (GTE, Για την Ευρώπη, Deutsch: Für Europa) spaltete sich 2004 von der konservativen Dimokratikos Synagermos (DISY) ab. Gegründet wurde Für Europa vom ehemaligen DISY-Vorsitzenden Yiannakis Matsis, der im Gegensatz zur DISY den Annan-Plan zur Wiedervereinigung Zyperns nicht unterstützt. Für Europa trat zur Europawahl 2004 an, wo sie 10,8 % der Stimmen erreichte und Matsis ins Europaparlament gewählt wurde.
Am 30. Juni 2004 wurde Für Europa in die Partei Evropaiki Dimokratia (EvroDi, Για την Ευρώπη, Deutsch: Europäische Demokratie) umgewandelt. Erster Parteipräsident wurde Prodromos Prodromou.
Ein Teil der Partei machte die Fusion mit Neue Horizonte nicht mit und trat bei der Parlamentswahl 2006 an, erreichte mit 0,4 % der Stimmen kein Mandat. Der verbleibende Rest der Partei fusionierte im Jahr 2008 mit der DISY.

#### Wahlergebnisse
| Jahr | Wahl                | Stimmen | %       | Sitze |
| ---- | ------------------- | ------- | ------- | ----- |
| 2004 | Europawahl 2004     | 36.112  | 10,80 % | 1/6   |
| 2006 | Parlamentswahl 2006 | 1.844   | 0,44 %  | 0/56  |

### Nei Orizontes
Nei Orizontes (Νέοι Ορίζοντες, Deutsch: Neue Horizonte) trat erstmals bei der Parlamentswahl 1996 an und erreichte 1,7 % der Stimmen. Bei der Wahl 2001 konnte man sich auf 3,0 % steigern und zog mit einem Sitz ins Parlament ein. Die Partei strebte ein einheitliches Zypern an und lehnte eine Föderationslösung ab. Sie wurde als radikal rechtspopulistisch beschrieben.

#### Wahlergebnisse
| Jahr | Wahl                | Stimmen | %      | Sitze |
| ---- | ------------------- | ------- | ------ | ----- |
| 1996 | Parlamentswahl 1996 | 6.317   | 1,71 % | 0/56  |
| 2001 | Parlamentswahl 2001 | 12.334  | 3,00 % | 0/56  |
| 2004 | Europawahl 2004     | 5.501   | 1,65 % | 0/6   |

## Wahlen
Bei der Parlamentswahl im Mai 2006 erhielt die Europäische Partei 5,75 % und drei Sitze. Bei der Europawahl 2009 erreichte die Partei 4,1 % und verlor den von Für Europa gewonnenen Sitz. Bei der Parlamentswahl 2011 verlor Evroko weiter Stimmen und erreichte 3,88 % und zwei Mandate. Einer der beiden Abgeordneten verließ 2013 die Partei.

### Wahlergebnisse
| Jahr | Wahl                | Stimmen | %       | Sitze         |
| ---- | ------------------- | ------- | ------- | ------------- |
| 2006 | Parlamentswahl 2006 | 24.196  | 5,75 %  | 3/56          |
| 2009 | Europawahl 2009     | 12.630  | 4,12 %  | 0/6           |
| 2011 | Parlamentswahl 2011 | 15.711  | 3,88 %  | 2/56          |
| 2014 | Europawahl 2014     | 97.732  | 37,75 % | 0/6 von 2/6 1 |